# Евлашево (Пензенская область)
Евлашево — посёлок городского типа в Кузнецком районе Пензенской области России.

## География
Посёлок расположен в 12 км к востоку от районного центра города Кузнецка, в верховьях реки Труёв.
Железнодорожная станция Евлашево на линии южном направлении Транссиба, федеральная автомобильная дорога М5 «Урал».

## История
Основан в конце XVII века на землях дикого поля, отказанных 29 июля 1693 года в Саранском уезде стряпчему Алексею Семеновичу Фёдорову и дворянину Петру Тимофеевичу Евлашеву «в урочищах от устья речки Сороскула по правую сторону земли Василия Смолкова с товарищи, вверх по обе стороны речки Труевки и Труевских вершин». Пётр Евлашев до 1713 года поселил на этих землях крестьян и тем самым положил начало населённому пункту; в том же году освящена построенная на средства этого помещика церковь во имя Архангела Михаила:58-59. 

Земли Фёдорова до 1718 года принадлежали его жене Авдотье Васильевне, его сыну Семёну Алексеевичу, а после смерти последнего — его вдове Прасковье Фёдоровне:59. В 1744 года показана также за Марией Ивановной Лопухиной — женой Василия Алексеевича Лопухина, которой вотчина досталась от отца Ивана Фадеевича Хоненева, по разделу с братьями Александром и Семёном Хоненевыми:59. 

В 1748 году — в селе Архангельском (Евлашево) Узинского стана Пензенского уезда у архитектора Двора Её Императорского Величества Алексея Петровича Евлашева 101 ревизская душа, у вахмистра лейб-гвардии Конного полка Василия Ивановича Анненкова — 173, у помещицы Марии Ивановны Хоненевой — 106, у поручика Захария Петровича Евлашева — 69, всего в селе 449 ревизских душ (РГАДА, ф.350, оп.2, е.хр.2543, лл. 571—590 об.). Несколько ранее 1718 года рядом с Евлашево и на земле Евлашевых была основана деревня Труевские Вершины (Евлашево), которая в 1748 году принадлежала капитану морского флота Григорию Анфиловичу Бахметеву, у него 19 ревизских душ (РГАДА, ф.350, оп.2, е.хр.2544, лл.310 об.-311). К 1762 году деревня Труевские Вершины, видимо, оказалась в черте села Евлашева. В 1795 году Евлашево — владение статской советницы Анны Александровны Репьевой, у неё (с другими владельцами) 198 дворов, 685 ревизских душ (РГВИА, ф. ВУА, д.19014, № 2). Позднее селом владел Анненков. В начале XIX века у него из 206 тяглых крестьян 124 находились на барщине.
В 1832 году помещицей, надворной советницей Татьяной Александровной Ветряевской построена каменная церковь во имя Михаила Архангела с приделами во имя святого Алексия, митрополита Московского, и во имя святой великомученицы Татьяны. В селе было 2 крестьянских общины — крестьян Анненкова и крестьян Лопухиных. 

Перед отменой крепостного права село показано за помещиками: 
1. Ник. Ник. Анненковым, у него (с деревнями Николаевкой и Грязевкой) 512 ревизских душ крестьян, 19 ревизских душ дворовых людей, 140 тягол (барщина), 87 ½ тягла — частью на барщине, частью на оброке (78 тягол платили в год по 20 рублей с тягла и 8 тягол — по 43 рубля, кроме того, сверх денежного оброка платили с двух тягол одну овчину, жали с тягла по 1,5 десятины, давали летом по 3 подводы на три дня), у крестьян 123 двора на 145,2 дес. усадебной земли (вероятно, с огородами, гуменниками и конопляниками), 1974 дес. пашни, 255,4 дес. сенокоса, у помещика 3448,4 удобной земли, в том числе 2119,7 дес. леса и кустарника, сверх того 387 дес. неудобной земли;
2. Ник. Алекс. Зиновьевым, 199 ревизских душ крестьян, 97 тягол на оброке (платили в год по 7 руб. 15 коп. с ревизской души), у крестьян 63 двора на 41,2 дес. усадебной земли, 336 дес. пашни, 55 дес. сенокоса, у помещика 242,3 дес. удобной земли (вся земля — лес и кустарник), сверх того 17 дес. неудобной земли (Прил. к Трудам, т. 3, Кузн. у., № 3, 20).

Около 1850 года в село была переведена группа крестьян из Нижегородской губернии.
После отмены крепостного права Евлашево — в составе Ульяновской волости, затем волостной центр Кузнецкого уезда. 

С 1877 года в Ульяновской волости, 232 двора, церковь, часовня, верёвочное заведение. Крестьяне занимались также отхожими промыслами: обработка дерева, уборка в Заволжье хлебов, извоз. Торговали ценными породами рыб (осётр, белуга, севрюга), которые закупали в Уральске, Гурьеве, обрабатывали и продавали через посредников в Москве и Петербурге. 

С 1911 г. волостной центр, 286 дворов, церковь, церковно-приходская школа. До революции один из центров переработки древесины Кузнецкого уезда (первую лесопилку построил П. А. Ерофеев). На базе его лесопилки в советское время был создан деревообрабатывающий комбинат — наиболее крупное предприятие в Евлашеве.

По декрету ВЦИК от 12 ноября 1923 года Евлашево становится центром укрупненной волости Кузнецкого уезда. В неё вошли прежние волости Евлашевская и Ново-Комаровская (без селений Донгузлей, Тарлаково, Чибирлей и Ульяновка).

С 1957 года посёлок городского типа.

В 1980-е годы центральная усадьба совхоза «Евлашевский».

В августе 2010 года радикально настроенными жителями села был сожжён деревянный храм во имя Архистратига Божия Михаила.

## Население
Динамика численности населения посёлка:
| Год             | 1748 | 1859  | 1897  | 1926  | 1939  | 1959  | 1970  | 1979  | 1989  | 2002  | 2010  | 2012  |
| --------------- | ---- | ----- | ----- | ----- | ----- | ----- | ----- | ----- | ----- | ----- | ----- | ----- |
| Население, чел. | 898  | 1 195 | 1 361 | 2 487 | 2 490 | 4 819 | 4 507 | 4 543 | 4 691 | 4 648 | 5 016 | 4 967 |

## Современное состояние
В современном поселке более 10 предприятий транспорта, агрокомплекса, бытового обслуживания, больница, здравпункт, аптека, средняя школа, 2 библиотеки, сельский дом культуры, в нём работает детская фольклорная группа «Ковылёчек», музыкальная школа, 15 фермерских хозяйств на базе совхоза «Евлашевский».

## Религия
- Михайло-Архангельский храм Кузнецкой епархии РПЦ (отстроен в 2014 году на том же месте, где располагался прежний сгоревший храм; ул. Московская, 97)[14].
- Мечеть (2012; ул. Луговая, 7)[15].

## Известные жители
- Гордеев, Анатолий Николаевич (р. 1954) — заместитель руководителя аппарата Счётной палаты Российской Федерации, депутат Государственной думы первого созыва.

## Видео
- Евлашево — самый большой посёлок Кузнецкого района (27.08.2022)
- Дорога через Евлашево, Кузнецкий район (27.08.2022)
- Неизвестная братская могила в Евлашево, Кузнецкий район (22.07.2023)